# Marszałek hospodarski
Marszałek hospodarski (biał. маршалак гаспадарскі; marszałek wielkiego księcia, marszałek hospodara, marszałek królewski, marszałek dworski) – początkowo urząd dworski, potem głównie ziemski w Wielkim Księstwie Litewskim o zmieniających się kompetencjach i znaczeniu.
Urząd marszałka powstał na Litwie w końcu XIV wieku. Nosił on tytuł marszałka wielkiego księcia, hospodarskiego lub dworskiego, a od r. 1411 przyjął tytuł ziemskiego, wreszcie marszałka najwyższego. Z czasem wyodrębniły się trzy urzędy marszałków: marszałek wielki litewski, marszałek nadworny litewski i marszałek dworski (dworny, hospodarski). Ten ostatni marszałek był początkowo zastępcą marszałka wielkiego, z czasem jednak jego rola ograniczała się do funkcji ceremonialnych. Rangę urzędu marszałka hospodarskiego obniżał fakt, że (w odróżnieniu od marszałka wielkiego i nadwornego) zazwyczaj występowało kilku marszałków hospodarskich – od końca XV wieku zazwyczaj po ośmiu równocześnie. Marszałek hospodarski stał się godnością tylko nieco wyższą od dworzanina, ale oznaczał także doradcę władcy, osobę do specjalnych poruczeń i uprawniał do zasiadania w Radzie Panów oraz czerpania dochodów z dóbr hospodarskich (w charakterze dzierżawcy). Dlatego też w XVI w. urząd marszałka hospodarskiego bywał początkiem kariery administracyjnej i państwowej. Jednocześnie pełnienie urzędu marszałka hospodarskiego nie ograniczało możliwości obejmowania innych urzędów.
W okresie ustrojowego upodabniania się Litwy do Korony marszałek hospodarski pełnił funkcję zastępcy wojewody lub kasztelana na terenach, gdzie danych urzędników nie było. Jednakże tylko marszałek wołyński doczekał się odrębnej nazwy, co było świadectwem większego znaczenia tego marszałka niż pozostałych marszałków hospodarskich.
W okresie unii lubelskiej proponowano, by marszałkowie hospodarscy (było ich wtedy 18) weszli do wspólnego senatu Rzeczypospolitej na zasadzie analogii do kasztelanów mniejszych. Tak się jednak nie stało.
Ostatecznie urząd marszałka hospodarskiego przekształcił się w urząd marszałka ziemskiego (powiatowego), stając się jednym z najwyższych w litewskiej hierarchii urzędów ziemskich.

## Marszałkowie hospodarscy
| nominacja, okres sprawowania urzędu  | marszałek hospodarski       | wcześniej otrzymane urzędy                                                                                               | kolejne urzędy |
| ------------------------------------ | --------------------------- | --- | --- |
| 1444                                 | Jan Niemirowicz             | starosta klecki (1444)                                                                                                   | |
| 1470, 23 października                | Iwan Chodkiewicz            | hetman litewski (czasowy) w wojnie trzynastoletniej, namiestnik lidzki (urząd nadany jednocześnie z godnością marszałka) | hetman litewski (czasowy) w wyprawie Kazimierza Jagiellończyka przeciwko Maciejowi Korwinowi (1474), namiestnik witebski (od 27 lutego 1477), starosta łucki (od 2 sierpnia 1478), wojewoda kijowski (maj 1481) |
| 1482                                 | Jan Zabrzeziński            | | kasztelan trocki od 1492, namiestnik nowogródzki od 1496–1498, wojewoda trocki 1487–1498, marszałek wielki litewski (1498–1505)                                                                                 |
| 1483                                 | Jakub Niemirowicz (Szczyt)  | starosta brzeski (1479-1492)                                                                                             | namiestnik briański (1492-1493/1494) |
| 1492                                 | Stanisław Kiszka            | stolnik litewski (1488), namiestnik lidzki (urząd nadany jednocześnie z godnością marszałka)                             | namiestnik smoleński |
| 1500–1513                            | Wojciech Kłoczko            | chorąży nadworny litewski (przed 1492–1499), namiestnik uciański (19 marca 1492–1499), namiestnik kowieński (1499–1514)  | ochmistrz (marszałek dworu) wielkiej księżnej, a potem królowej Heleny (1495–1513), namiestnik bielski (6 grudnia 1506–1512)                                                                                    |
| 1500–1510                            | Jan Radziwiłł               | | marszałek wielki litewski od 1514, kasztelan trocki od 1522, starosta drohiczyński i słonimski (od 1505), namiestniki wilkijski                                                                                 |
| 1504                                 | Iwan Sapieha                | pisarz hospodarski od 1488, kanclerz królowej Heleny (1502–1509)                                                         | najwyższy sekretarz Wielkiego Księstwa (od 1506),namiestnik witebski od 1508, wojewoda witebski od 1511, wojewoda podlaski od 1513                                                                              |
| 1506–1509, 1511–1547                 | Aleksander Chodkiewicz      | koniuszy dworski (1502)                                                                                                  | starosta puński, brzeski i knyszyński, wojewoda nowogródzki (od 1544), dzierżawca wilkiejski, ostryński, |
| 1510-1519/1520                       | Jan Niemirowicz Szczytt     | miecznik litewski (159-1510), namiestnik wasiliski (1507-1514)                                                           | namiestnik wasiliski 1515-1516), namiestnik mohylewski (1516-1519/1520), namiestnik mozyrski (1516) |
| 1519–1557                            | Paweł Sapieha               | dzierżawca bracławski (1517–1547)                                                                                        | wojewoda podlaski (1556–1558) i nowogródzki (od 1558) |
| 1520                                 | Mikołaj Niemirowicz-Szczytt | | |
| 1520–1541                            | Jan Dołubowski              | starosta drohicki (1501–1506)                                                                                            | |
| 1550 jako marszałek ziemski wołyński | Konstanty Ostrogski         | starosta włodzimierski (urząd nadany jednocześnie z godnością marszałka)                                                 | wojewoda kijowski (1559) |
| 1553–1561                            | Ostafi Wołłowicz            | pisarz wielki litewski (1551–1566)                                                                                       | podskarbi ziemski litewski (1561–1566), marszałek nadworny (1561–1569, podkanclerzy litewski (1566–1579), kasztelan trocki (1569–1579), kanclerz wielki litewski (1579–1587), kasztelan wileński (1579–1587)    |
| 1560–1563                            | Hrehory Wołłowicz           | dworzanin hospodarski od 1548, horodniczy grodzieński (1558–1566)                                                        | łowczy 1567–1574, wojewoda smoleński (1571–1577), starosta mścisławski 1548–1567, mielicki, dzierżawca ejszycki, wornieński, pozelwski                                                                          |
| 1560–1566                            | Hrehory Tryzna              | | marszałek słonimski w 1561, kasztelan podlaski w 1566, kasztelan smoleński w latach 1569–1571 |
| 1561 lub wcześniej                   | Jan Hajko                   | dworzanin królewski (1546), pisarz wielkoksiążęcy (1554)                                                                 | kasztelan brzeski (od 1566) |
| 1566–1576                            | Mikołaj Sapieha             | | wojewoda miński od 1576, brzeski od 1588, witebski od 1588, starosta rzeczycki (1570–1573, orszański od 1588 |
| 1570                                 | Adam Kosiński               | pisarz ziemski drohicki (1554 lub 1556–1571), poseł drohicki 1569, kasztelan podlaski (przed 5 marca 1569)               | |
| 1580–1590                            | Marcin Strawiński           | ciwun i horodniczy trocki, dzierżawca hupski, wójt mohylewski                                                            | kasztelan miński 1590–92, witebski 1592, starosta rumborski (od 1589) |